# Triticum edwardii
Triticum edwardii är en gräsart som beskrevs av Zhebrak. Triticum edwardii ingår i släktet veten, och familjen gräs. Inga underarter finns listade i Catalogue of Life.